# Goldene Himbeere 1983
Die Goldene Himbeere 1983 (engl.: 3rd Golden Raspberry Awards) wurde am 11. April 1983, dem Abend der Oscarverleihung, auf einer Potluck-Party verliehen.
Die meisten Nominierungen (zehn) für die dritte Verleihung der Goldenen Himbeere erhielt der Film Butterfly – Der blonde Schmetterling. Die meisten Trophäen (vier) erhielt jedoch Inchon, inklusive der Goldenen Himbeere in der Kategorie Schlechtester Film. Die als schlechteste Newcomerin ausgezeichnete Pia Zadora wurde auf der Golden-Globe-Verleihung 1982 mit der Auszeichnung als beste Newcomerin bedacht. Erstmals in der Geschichte der Goldenen Himbeere wurde die Himbeere für das schlechteste Lebenswerk vergeben, diese gewann Irwin Allen.

## Preisträger und Nominierungen
Es folgt die komplette Liste der Preisträger und Nominierten.
| Kategorien                     | Nominierte | Nominierte                                                                             |
| ------------------------------ | --- | -------------------------------------------------------------------------------------- |
| Schlechtester Film             | | Mitsuharu Ishii – Inchon                                                               |
| Schlechtester Film             | Matt Cimber – Butterfly – Der blonde Schmetterling (Butterfly)                                                                        |                                                                                        |
| Schlechtester Film             | David Joseph – Pirate Movie |                                                                                        |
| Schlechtester Film             | Albert S. Ruddy – Megaforce |                                                                                        |
| Schlechtester Film             | Ray Stark – Annie |                                                                                        |
| Schlechtester Schauspieler     | Laurence Olivier | Laurence Olivier – Inchon                                                              |
| Schlechtester Schauspieler     | Laurence Olivier | Willie Aames – Das blaue Paradies (Paradies) und Der Typ mit dem irren Blick (Zapped!) |
| Schlechtester Schauspieler     | Laurence Olivier | Christopher Atkins – Pirate Movie                                                      |
| Schlechtester Schauspieler     | Laurence Olivier | Luciano Pavarotti – Geliebter Giorgio (Yes, Giorgio)                                   |
| Schlechtester Schauspieler     | Laurence Olivier | Arnold Schwarzenegger – Conan der Barbar (Conan the Barbarian)                         |
| Schlechteste Schauspielerin    | | Pia Zadora – Butterfly – Der blonde Schmetterling (Butterfly)                          |
| Schlechteste Schauspielerin    | Morgan Fairchild – Tele-Terror (The Seduction)                                                                                        |                                                                                        |
| Schlechteste Schauspielerin    | Mia Farrow – Eine Sommernachts-Sexkomödie (A Midsummer Night's Sex Comedy)                                                            |                                                                                        |
| Schlechteste Schauspielerin    | Kristy McNichol – Pirate Movie |                                                                                        |
| Schlechteste Schauspielerin    | Mary Tyler Moore – Ein Hauch von Glück (Six Weeks)                                                                                    |                                                                                        |
| Schlechtester Nebendarsteller  | Ed McMahon | Ed McMahon – Butterfly – Der blonde Schmetterling (Butterfly)                          |
| Schlechtester Nebendarsteller  | Ed McMahon | Michael Beck – Megaforce                                                               |
| Schlechtester Nebendarsteller  | Ed McMahon | Ben Gazzara – Inchon                                                                   |
| Schlechtester Nebendarsteller  | Ed McMahon | Ted Hamilton – Pirate Movie                                                            |
| Schlechtester Nebendarsteller  | Ed McMahon | Orson Welles – Butterfly – Der blonde Schmetterling (Butterfly)                        |
| Schlechteste Nebendarstellerin | | Aileen Quinn – Annie                                                                   |
| Schlechteste Nebendarstellerin | Rutanya Alda – Amityville II – Der Besessene (Amityville II: The Possession)                                                          |                                                                                        |
| Schlechteste Nebendarstellerin | Colleen Camp – Tele-Terror (The Seduction)                                                                                            |                                                                                        |
| Schlechteste Nebendarstellerin | Dyan Cannon – Das Mörderspiel (Deathtrap)                                                                                             |                                                                                        |
| Schlechteste Nebendarstellerin | Lois Nettleton – Butterfly – Der blonde Schmetterling (Butterfly)                                                                     |                                                                                        |
| Schlechteste Regie             | | Ken Annakin – Pirate Movie und Terence Young – Inchon                                  |
| Schlechteste Regie             | Matt Cimber – Butterfly – Der blonde Schmetterling (Butterfly)                                                                        |                                                                                        |
| Schlechteste Regie             | John Huston – Annie |                                                                                        |
| Schlechteste Regie             | Hal Needham – Megaforce |                                                                                        |
| Schlechtestes Drehbuch         | | Robin Moore und Laird Koenig – Inchon                                                  |
| Schlechtestes Drehbuch         | Matt Cimber und John F. Golff – Butterfly – Der blonde Schmetterling (Butterfly)                                                      |                                                                                        |
| Schlechtestes Drehbuch         | Trevor Farrant – Pirate Movie |                                                                                        |
| Schlechtestes Drehbuch         | Carol Sobieski – Annie |                                                                                        |
| Schlechtestes Drehbuch         | Norman Steinberg – Geliebter Giorgio (Yes, Giorgio)                                                                                   |                                                                                        |
| Schlechtester Newcomer         | | Pia Zadora – Butterfly – Der blonde Schmetterling (Butterfly)                          |
| Schlechtester Newcomer         | Morgan Fairchild – Tele-Terror (The Seduction)                                                                                        |                                                                                        |
| Schlechtester Newcomer         | Luciano Pavarotti – Geliebter Giorgio (Yes, Giorgio)                                                                                  |                                                                                        |
| Schlechtester Newcomer         | Aileen Quinn – Annie |                                                                                        |
| Schlechtester Newcomer         | Mr. T – Rocky III – Das Auge des Tigers (Rocky III)                                                                                   |                                                                                        |
| Schlechtester Song             | | Pumpin’ and Blowin aus Pirate Movie – Terry Britten, B. A. Robertson und Sue Shifrin   |
| Schlechtester Song             | Comin' Home to You aus Daddy! Daddy! Fünf Nervensägen und ein Vater (Author! Author!) – Dave Grusin, Marilyn Bergman und Alan Bergman |                                                                                        |
| Schlechtester Song             | Happy Endings aus Pirate Movie – Terry Britten, B. A. Robertson und Sue Shifrin                                                       |                                                                                        |
| Schlechtester Song             | It's Wrong for Me to Love You aus Butterfly – Der blonde Schmetterling (Butterfly) – Carol Conners und Ennio Morricone                |                                                                                        |
| Schlechtester Song             | No Sweeter Cheater than You aus Honkytonk Man – Gail Redd und Mitchell Torok                                                          |                                                                                        |
| Schlechteste Filmmusik         | | Kit Hain – Pirate Movie                                                                |
| Schlechteste Filmmusik         | Ennio Morricone – Butterfly – Der blonde Schmetterling (Butterfly)                                                                    |                                                                                        |
| Schlechteste Filmmusik         | Ennio Morricone – Das Ding aus einer anderen Welt (The Thing)                                                                         |                                                                                        |
| Schlechteste Filmmusik         | Jimmy Page – Der Mann ohne Gnade (Death Wish II)                                                                                      |                                                                                        |
| Schlechteste Filmmusik         | John Williams – Monsignor |                                                                                        |
| Worst Career Achievement Award | | Irwin Allen the master of disaster                                                     |